# Carsten Lykke
Carsten Lykke (født 8. oktober 1969), dansk musiker, voksede op i Jægerspris.
Han startede poptrioen Ibens i 1993, hvor han var forsanger. Efter to albums med Ibens holdt bandet en pause og Carsten Lykke forsøgte sig som soloartist med albummet Selvoptaget i 2001. Han spiller ligeledes i fritidsbandet Klubmester med Thomas Hyllested. Ibens blev gendannet i 2005, hvor de udgav endnu et album.
I foråret 2014 gik bandet endnu engang i opløsning efter en årrække med få koncerter og en enkel udgivelse af mini-albummet Halvelektronisk.
I maj 2015 debuterede Carsten Lykke sammen med Kristian Høeg (begge tidligere ibens-medlemmer) med deres nye band "StilleStøj" som den 4. maj udgav epoo1 med 4 sange.
Bandet samledes igen i 2020 for at lave et nyt album med titlen “Cocio og beton” til udsendelse i oktober måned. Radiostationerne spillede allerede i sommeren 2020 nummeret derfra med titlen “Ikke en kærlighedssang”.

## Selvoptaget (2001)
1. Den Rigtige Actionmand
2. Så Blev Det Endelig Fredag
3. Gid Det Var Dig
4. Jeg Flygter Til Sverige
5. Hvis Frederik Var Til Fyre
6. Kære Mor
7. I Burde Gi' Mig Bank
8. Vinterhi
9. Jeg Er For Lækker
10. Plastikfar
11. Jeg Ville Ønske At Jeg Var Arbejdsløs